# Il Manifesto
«Манифесто» (ит. Il Manifesto — «Манифест») — итальянская ежедневная газета левого толка. 
Газета определяя себя как коммунистическая, не принадлежит какой-либо политической партии. Была основана в качестве ежемесячной в 1969 году коллективом исключённых из ИКП леворадикальных публицистов (Лючио Магри, Россана Россанда и других), сложившимся на волне подъёма критического мышления и радикальных выступлений 1968—1969 годов. В 1970 году стала ежедневной.
Хотя «Манифесто» была ближе к Партии пролетарского единства (часть редакции напрямую являлась членами этой партии) и Пролетарской демократии, выступая с критикой официальной линии Итальянской коммунистической партии (ИКП), но среди её подписчиков были многочисленные сторонники компартии, видевшие в ней живую и независимую альтернативу официальному партийному органу «L'Unità». После самороспуска ИКП в 1991 году газета осталась на коммунистических позициях, сходных с Партией коммунистического возрождения.
«Манифесто» получила известность за свои едкие саркастические заголовки, иронические подписи к фотографиям и политические карикатуры.
Репортёр газеты Джулиана Сгрена, работавшая в Ираке, была похищена местными повстанцами в феврале 2005 года и освобождена 4 марта. Вокруг дальнейших событий разгорелся крупный политический скандал — машина, на которой итальянские разведчики вывозили освобождённую журналистку, была обстреляна американскими войсками. Сотрудник военной разведки SISMI Никола Калипари погиб, заслонив собой Джулиану Сгрена.

## Штатные журналисты
- Бенни, Стефано
- Дзарри, Адриана (it:Adriana Zarri)
- Доминиджанни, Ида (it:Ida Dominijanni)
- Кампетти, Лорис (it:Loris Campetti)
- Кастеллина, Лучиана (it:Luciana Castellina)
- Кьеза, Джульетто
- Луттерацци, Даниеле (it:Daniele Luttazzi)
- Мастрандреа, Анджело (it:Angelo Mastrandrea)
- Мацци, Энцо (it:Enzo Mazzi)
- Негри, Тони
- Парлато, Валентино (it:Valentino Parlato)
- Поло, Габриэле (it:Gabriele Polo)
- Портелли, Алессандро (it:Alessandro Portelli)
- Ранджери, Норма (it:Norma Rangeri)
- Раваиоли, Карла (it:Carla Ravaioli)
- Россанда, Россана (it:Rossana Rossanda)
- Сгрена, Джулиана (it:Giuliana Sgrena)
- Тези, Роберто (it:Roberto Tesi)
- Фраческо, Томазо Ди (it:Tommaso Di Francesco)
- Фримэн, Питер (it:Peter Freeman)